# Engelbert Humperdinck (tonsättare)

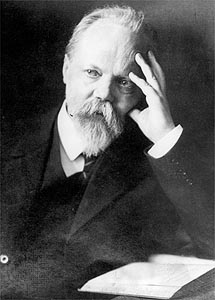
Engelbert Humperdinck (1854-1921)

Engelbert Humperdinck, född 1 september 1854 i Siegburg, död 27 september 1921 i Neustrelitz, var en tysk tonsättare och professor i komposition i Berlin 1900-1920 samt ledamot av Kungliga Musikaliska Akademien.

## Biografi
Som son till en skoldirektör lärde sig Humperdinck tidigt att spela piano, och hans begåvning för komposition visade sig redan vid 14 års ålder. Trots detta tvingades han rätta sig efter föräldrarnas önskemål och studera arkitektur.
Från 1872 studerade Humperdinck vid konservatoriet i Köln (komposition, piano, cello och orgel). Men 1874 förstörde han större delen av sina ungdomsverk. Redan under sina studieår röjde Humperdinck en så osedvanlig musikalisk talang att han 1879 tilldelades både Mendelssohnpriset och Meyerbeerstipendiet. Detta gav honom möjlighet att studera för Joseph Rheinberger och Franz Lachner i München. 
Under en studievistelse i Italien blev han bekant med Richard Wagner som vid den tiden bodde i Neapel. Wagner fattade intresse för den unge musikern och inbjöd honom att medverka vid förberedelserna till festspelen i Bayreuth. Humperdinck som formligen dyrkade Wagner och dennes musik antog glädjestrålande inbjudningen. 1882 kom han till Bayreuth där han arbetade som Wagners assistent. Bland annat åtog han sig det väldiga arbetet att skriva ut orkesterstämmorna till operan Parsifal. Hela livet igenom kunde han räkna sig till familjen Wagners nära vänner. Det var därför ingen tillfällighet att Wagner överlät sonen Siegfrieds musikaliska uppfostran åt Humperdinck. I Wagners fotspår gick Humperdinck även som tonsättare, både stilistiskt och stoffmässigt, och han är en utpräglad senromantiker.
Åren 1885-87 var han lärare vid konservatoriet i Barcelona. I egenskap av dirigent var han den förste som introducerade Beethovens symfonier för spansk publik. Senare blev han musiklärare i Köln, Mainz och Frankfurt am Main och musikkritiker i Frankfurter Zeitung. Det var under dessa år han skrev det verk som gav honom det internationella genombrottet, operan Hans och Greta från 1893. Ännu en stor framgång uppnådde han med sagooperan Königskinder 1910 på Metropolitan i New York. År 1900 slog han sig ned i Berlin där han som mycket aktad professor i komposition och ledamot av Akademie der Künste åtnjöt internationellt anseende.
Humperdinck ligger begraven på Südwestkirchhof Stahnsdorf.

## Utmärkelser
Asteroiden 9913 Humperdinck är uppkallad efter honom.

## Verk

### Scenverk
- Harzipere (1868; EHWV 3). Musikdrama.
- Perla (1868; EHWV 4). Sångspel.
- Claudine von Villa Bella (1868–1872; EHWV 5). Opera. Libretto: Johann Wolfgang von Goethe
- Fedelma (1883; EHWV 80). Operafragment. Libretto: Ernst von Wolzogen
- Schneewittchen (1888; EHWV 9). Sångspel. Libretto: Adelheid Wette (1858–1916)
- Hänsel und Gretel. (Hans och Greta) Libretto: Adelheid och Hermann Wette
  - Sångspel (1890; EHWV 93.1)
  - Sångspel (EHWV 93.2)
  - Sagoopera i 3 bilder (1893; EHWV 93.3). Urpremiär 1893 Weimar (Hoftheater; Dirigent: Richard Strauss)
- Die sieben Geislein (1895; EHWV 100). Sångspel i en akt. Libretto: Adelheid Wette. Urpremiär 1895 Berlin
- Königskinder. Libretto: Elsa Bernstein (under pseudonym Ernst Rosmer)
  - Melodram i 3 akter (1895–1897; EHWV 106.1). Urpremiär 1897 München
  - Sagoopera i 3 akter (1908–1910; EHWV 106.2). Urpremiär 1910 New York (Metropolitan Opera)
- Dornröschen (Törnrosa) (1902; EHWV 121). Sagoopera i 3 akter. Libretto: Elisabeth Ebeling (1828–1905) och Bertha Filhés (1819-efter 1887). Urpremiär 1902 Frankfurt am Main (Opernhaus; Dirigent: Ludwig Rottenberg)
- Die Heirat wider Willen (1902–1905; EHWV 130). Komisk opera i 3 akten. Libretto: Hedwig Humperdinck (efter Alexandre Dumas). Urpremiär 1905 Berlin (HofOpera)
- Bübchens Weihnachtstraum (1906; EHWV 136). Melodramatiskt julspel. Libretto: Gustav Falke. Urpremiär 1906 Berlin (Zirkus Busch)
- Die Marketenderin (1913; EHWV 155). Sångspel i 2 akter. Libretto: Robert Misch (1860–1929). Urpremiär 1914 Köln
- Gaudeamus (1915–1919; EHWV 162). Spieloper. Libretto: Robert Misch. Urpremiär 1919 Darmstadt

### Skådespelsmusik
- till Die Frösche av Aristofanes (1879–1881; EHWV 61; Fragment)
- till El alcalde de Zalamea av Pedro Calderón de la Barca (EHWV 82). Urpremiär 1883 Köln
- till Der Kaufmann von Venedig av William Shakespeare (1905; EHWV 133). Urpremiär 1905 Berlin
- till Das Wintermärchen av William Shakespeare (1906/06; EHWV 135). Urpremiär 1906 Berlin
- till Der Sturm av William Shakespeare (1906; EHWV 138). Urpremiär 1906 Berlin
- till Was ihr wollt av William Shakespeare (1907; EHWV 140). Urpremiär 1907 Berlin
- till Lysistrate av Aristofanes (1908; EHWV 141). Urpremiär 1908 Berlin
- till Der Blaue Vogel av Maurice Maeterlinck (1910; EHWV 150). Urpremiär 1912 Berlin
- till Das Mirakel (The Miracle; 1911; EHWV 151). Mysteriepantomim i 2 akter av Karl Gustav Vollmoeller och Max Reinhardt (efter Caesarius von Heisterbach und Maurice Maeterlinck). Urpremiär  1911 London
- till Christnacht 1914 (senare Weihnachten im Schützengraben; EHWV 157). Folklig pjäs (Enaktare) av Ludwig Thoma

### Orkesterverk
- Konsertuvertyr i D
- Uvertyr i Ess-dur (Fragment)
- Sommerabend auf dem Dorfe. Svit (Fragment)
- Tonbilder zu Schillers Das Lied von der Glocke
- Die Glocke von Siegburg
- Humoresk i E-dur
- Maurische Rhapsodie
- Shakespearesviter Nr. 1 und Nr. 2

### Kammarmusik
- Stråkkvartett i d-moll
- Menuett i Ess-dur för stråkkvartett
- Stråkkvartett i e-moll (Fragment)
- Sonat i A-dur för violin och piano
- Stråkkvartettsats i c-moll
- Stråkkvartettsats i C-dur (Fragment)
- Pianokvintett i G-dur
- Pianotrio i G-dur (Fragment)
- Nocturn i G-dur för violin och piano
- Salongsstycke i a-moll för violoncell och piano (Skiss)
- Albumblad för violin och piano
- Stråkkvartett i C-dur
- Sonatin för fyra violiner (Fragment)

### Vokalkompositioner
- Die Wallfahrt nach Kevlaar (1878–1887). Körballad. Text: Heinrich Heine
- Das Glück von Edenhall (1879–1883). Körballad. Text: Ludwig Uhland
- Die Fischerin. Körballad (Fragment). Text: Johann Wolfgang von Goethe
- Flera sånger till piano.

## Diskografi (exempel)
- Humperdinck, E., Hänsel und Gretel. Dir. Georg Solti. DECCA 071 102-3 (VHS). Även på LP och CD.
- Humperdinck, E., Hänsel und Gretel. Dir. Herbert von Karajan. EMI. (2 CD).
- Humperdinck, E., Hänsel und Gretel. Dir. John Pritchard. Med Elisabeth Söderström. Sony (2 CD).
- Humperdinck, E., Hänsel und Gretel. Dir. Jeffrey Tate. Med Anne Sofie von Otter. Decca (2 CD).